# Lobke Berkhout
Lobke Berkhout (Ámsterdam, 11 de noviembre de 1980) es una deportista neerlandesa que compite en vela en la clase 470. 
Participó en dos Juegos Olímpicos de Verano, obteniendo dos medallas en la clase 470, plata en Pekín 2008 (junto con Marcelien de Koning) y bronce en Londres 2012 (con Lisa Westerhof).
Ganó siete medallas en el Campeonato Mundial de 470 entre los años 2005 y 2021, y una medalla de bronce en el Campeonato Europeo de 470 de 2019. También obtuvo dos medallas en el Campeonato Mundial de Match Race, plata en 2017 y bronce en 2016.

## Palmarés internacional
| Juegos Olímpicos   | Juegos Olímpicos               | Juegos Olímpicos  | Juegos Olímpicos |
| Año                | Lugar                          | Medalla           | Clase            |
| ------------------ | ------------------------------ | ----------------- | ---------------- |
| 2008               | Pekín (China)                  | Medalla de plata  | 470              |
| 2012               | Londres (Reino Unido)          | Medalla de bronce | 470              |
| Campeonato Mundial |                                |                   |                  |
| Año                | Lugar                          | Medalla           | Clase            |
| 2005               | San Francisco (Estados Unidos) | Medalla de oro    | 470              |
| 2006               | Rizhao (China)                 | Medalla de oro    | 470              |
| 2007               | Cascaes (Portugal)             | Medalla de oro    | 470              |
| 2009               | Rungsted (Dinamarca)           | Medalla de oro    | 470              |
| 2010               | La Haya (Países Bajos)         | Medalla de oro    | 470              |
| 2012               | Barcelona (España)             | Medalla de bronce | 470              |
| 2021               | Vilamoura (Portugal)           | Medalla de plata  | 470              |
| Campeonato Europeo |                                |                   |                  |
| Año                | Lugar                          | Medalla           | Clase            |
| 2019               | San Remo (Italia)              | Medalla de bronce | 470              |

| Campeonato Mundial | Campeonato Mundial         | Campeonato Mundial | Campeonato Mundial |
| Año                | Lugar                      | Medalla            | Clase              |
| ------------------ | -------------------------- | ------------------ | ------------------ |
| 2016               | Sheboygan (Estados Unidos) | Medalla de bronce  | Match race         |
| 2017               | Helsinki (Finlandia)       | Medalla de plata   | Match race         |